# John Glen Wardrop
John Glen Wardrop (1922 – ca. 1989) was een Brits verkeerskundig/vervoerskundig analist die in 1952 de evenwichtsvoorwaarden voor een verkeersnetwerk formuleerde. Deze voorwaarden staan bekend als het eerste en tweede principe van Wardrop.
De concepten zijn gerelateerd aan het Nash-evenwicht.
Verkeerskundige evenwichtsmodellen worden gebruikt om het verkeer toe te delen over verkeersnetwerken met congestie. Het basisidee van een netwerkevenwicht werd al in 1924 door Frank Knight naar voren gebracht.
In 1952 formuleerde Wardrop twee principes waarin het begrip 'evenwicht' wordt geformaliseerd. Het eerste principe stelt dat de reistijd van alle gebruikte routes (tussen herkomst A en bestemming B) gelijk is. De reistijd op ongebruikte routes mag niet korter zijn dan op de gebruikte routes. Omdat alle gebruikers hun eigen reistijd minimaliseren, resulteert het eerste principe van Wardrop in het gebruikersoptimum. In het gebruikersoptimum kan geen enkele gebruiker zijn of haar reistijd verkorten door zelfstandig een andere route te kiezen.
Het tweede principe stelt dat, door samenwerken van alle gebruikers, de gemiddelde reistijd per gebruiker kan worden geminimaliseerd. Elke gebruiker houdt hierin rekening met de toenemende reistijd die hij veroorzaakt voor andere gebruikers door zijn aanwezigheid op de weg (de door hem veroorzaakte congestie). Het tweede principe van Wardrop resulteert in het systeemoptimum. In het systeemoptimum kan de gemiddelde reistijd niet meer verlaagd worden door een andere verdeling van alle gebruikers over de verschillende routes.
Het gebruikersoptimum zal, als gevolg van congestie, hogere gemiddelde reistijden met zich meebrengen dan het systeemoptimum. 
Het eerste wiskundige model dat netwerkevenwicht beschreef werd in 1956 beschreven door Beckmann, McGuire en Winsten.